# Ross Edgar
Ross Edgar, född 3 januari 1983 i Newmarket, Suffolk, är en skotsk bancyklist. Han representerade Skottland i Samväldesspelen 2002 och 2006. Tillsammans med Craig McLean och Chris Hoy vann han guldmedaljen i lagsprint i de båda Samväldesspelen. Han tävlade för Storbritannien i de Olympiska sommarspelen 2004 och i de Olympiska sommarspelen 2008.
Ross Edgar tog guld i 2006 när han vann lagsprinten i tävlingen. Han tog också en silvermedalj i sprint och brons i keirin.
Under året 2006 vann han keirin i nationsmästerskapen. Ross Edgar slutade tillsammans med Matthew Crampton och Jamie Staff tvåa i nationsmästerskapens lagsprint efter Chris Hoy, Craig McLean och Jason Queally. Han tog också silver i individuell sprint efter Craig McLean.
I mitten av januari 2007 reste Ross Edgar över till Los Angeles för sin första tävlingen av säsongen. Han slutade tvåa efter Chris Hoy i keirin innan han fortsatte tävlingen med att bli trea i individuell sprint och i lagsprint.
En månad senare fortsatte han till Manchester där han slutade trea i keirin efter landsmannen Chris Hoy och nederländaren Teun Mulder. Under tävlingen vann han också lagsprint, framför Tyskland och Australien, tillsammans med Hoy och Craig McLean.
I slutet av mars 2007 började världsmästerskapen på bana i Palma de Mallorca. Edgar vann där en silvermedalj i lagtempo och en bronsmedalj i keirin.
Nationsmästerskapen på bana startade i början av oktober 2007 och Ross Edgar tog guld i individuell sprint och fick därmed bära den brittiska nationströjan under ett år i grenen. Två månader senare, i december, tog Edgar silver i keirin under världscupen efter Chris Hoy, men framför Theo Bos.
Under de Olympiska sommarspelen 2008 tog han silvermedalj i keirin efter landsmannen Chris Hoy.
Under säsongen 2008 slutade han tillsammans med Chris Hoy och Jamie Staff som silvermedaljörer i lagsprint på världsmästerskapen i Manchester efter Frankrike, bestående av cyklisterna Grégory Bauge, Kévin Sireau och Arnaud Tournant. Han slutade tvåa i Manchester International Keirin bakom Matthew Crampton. Tillsammans med Jason Kenny och Jamie Staff tog han första platsen i lagsprint.